# Liste des maladies du rosier
Les maladies du rosier (Rosa sp. et hybrides) sont diverses et peuvent être d’origine cryptogamique, bactérienne ou virale. Les rosiers peuvent également être affectés par des désordres physiologiques. Un grand nombre des problèmes affectant les rosiers sont saisonniers et climatiques.
Certaines variétés de rosiers sont naturellement plus résistantes que d’autres aux maladies, voire immunes. Elles bénéficient alors d'un label comme celui de rosier ADR.
L'observation de certaines règles de culture des diverses espèces ou cultivars de rosiers facilite souvent la prévention des maladies.

## Maladies cryptogamiques

### Taches noires

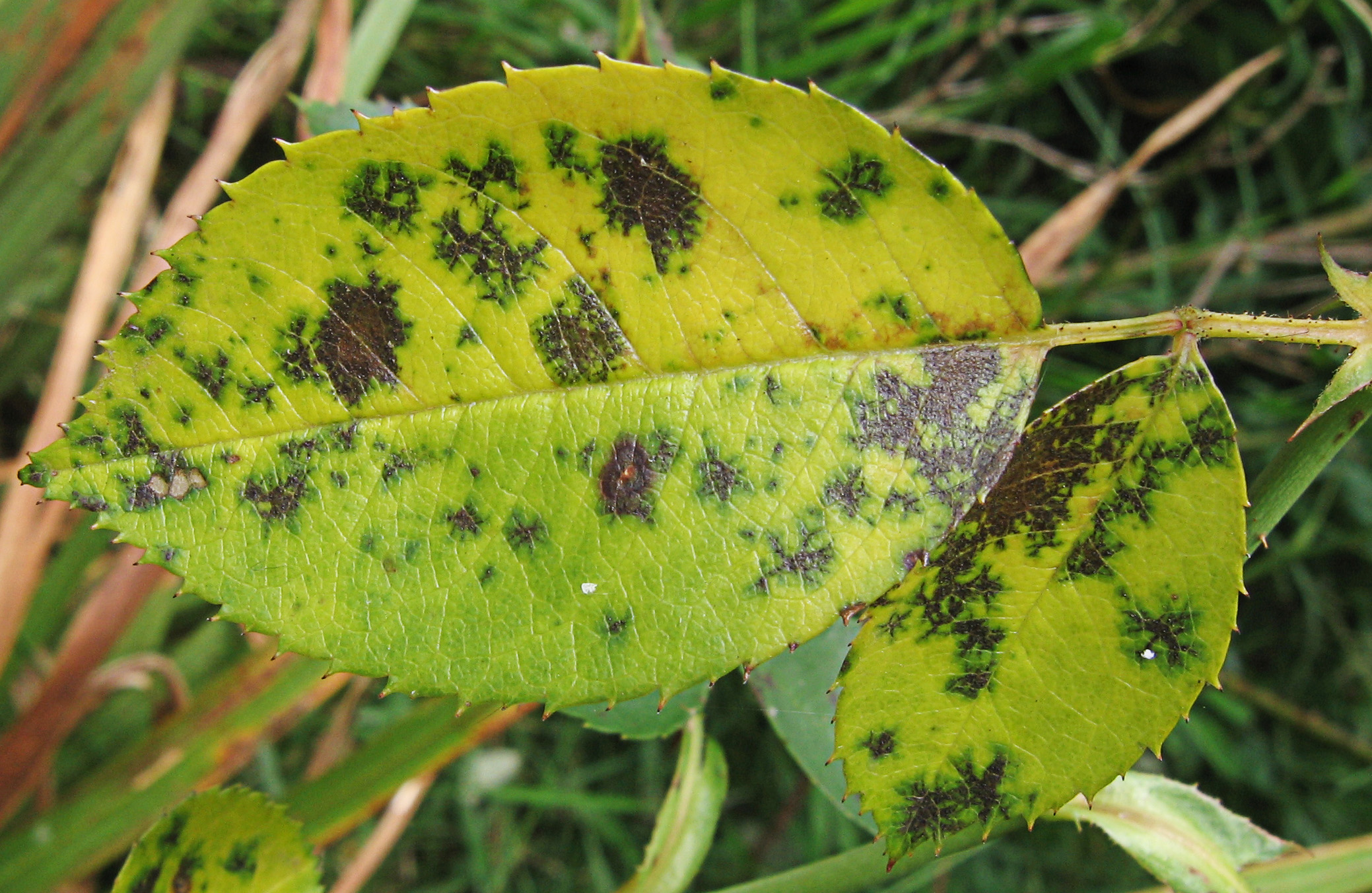
Maladie des taches noires sur une feuille de rosier.

(Classe des Leotiomycetes) : famille des Helotiales) Marssonina rosae syn. Diplocarpon rosae
Le Marssonina rosae provoque l’apparition de taches noires sur les feuilles. Ces taches, qui peuvent atteindre 12 mm de diamètre, sont généralement circulaires et ont des bords irréguliers souvent marqués d’un fin liseré jaune. Fréquemment, les feuilles atteintes jaunissent et tombent prématurément. Parfois de nouvelles feuilles sont produites, mais peuvent aussi être affectées par la maladie. Une défoliation continuelle peut provoquer un affaiblissement, le dépérissement terminal ou la mort de la plante. Certaines espèces très sensibles peuvent voir également les tiges affectées avec une réduction considérable de la vigueur de la plante.

### Blanc du rosier
L’oïdium du rosier produit un très fin revêtement poudreux blanc à la surface des bourgeons et des feuilles. Lors d’attaques importantes, les tiges, et particulièrement les aiguillons, sont également infectés. Les attaques sur les jeunes feuilles provoquent des déformations entraînant un retard de croissance. Les bourgeons infectés s’atrophient et avortent. La maladie est favorisée par un temps chaud et humide, les spores du champignon passant l’hiver sur les tiges et dans les feuilles mortes.

### Mildiou du rosier
Classe des Oomycetes : famille des Peronosporaceae) Peronospora sparsa
Le Peronospora provoque l’apparition de taches rouge pourpre à brun foncé aux bords irréguliers, souvent angulaires, sur les feuilles. les tiges, les pétioles et les pédoncules floraux peuvent se fendre et se couvrir de marques pourpres. Les bourgeons, les sépales et les pétales peuvent être affectés et présenter des taches pourpres. Les nouvelles pousses sont déformées.
La maladie est répandue par le vent. Des températures supérieures à 25 °C pendant 24 h tuent les spores du mildiou du rosier. Celui-ci se développe avec un taux d'humidité supérieur à 85 % et une température de 20 °C.
L'aliette est un traitement efficace.

### Rouille du rosier
Phragmidium mucronatum : La rouille du rosier apparaît sous forme de petites taches jaunes à la face inférieure
des feuilles, correspondant à des pustules orange de spores sur la face inférieure. Le champignon est répandu par le vent. Les feuilles affectées tombent avant les feuilles saines, ce qui peut entraîner une sérieuse défoliation en cas d’attaque importante.

### Anthracnose
Sphaceloma rosarum : Les taches provoquées par ce champignon prennent leur origine en des points où les feuilles sont imbibées d’eau ; elles passent en général inaperçues au début, jusqu’à ce qu’elles virent au noir avec un bord très nettement défini. Lorsque les taches s’élargissent, le centre devient gris et peut tomber, laissant apparaître un trou dans le limbe. La défoliation est possible mais n’est le plus souvent pas grave.

### Pourriture grise
Classe des Leotiomycetes : famille des Sclerotiniceae) Botrytis cinerea
Chez les rosiers, la pourriture grise est principalement une maladie des fleurs et des bourgeons, les feuilles étant moins souvent attaquées. Les bourgeons infectés pourrissent sur la tige et l’infection peut progresser vers le bas de la tige. Sur les pétales, botrytis cinerea forme des anneaux roses.

### Verticilliose
Classe Incertae sedis: famille des Verticillium) Verticillium dahliae

### Fumagine
Alternaria spp. :La fumagine apparaît sous la forme d’une poudre sèche, noire, évoquant la suie de cheminée. De nombreuses fumagines se développent sur le miellat sécrété par des insectes piqueurs comme les pucerons et les cochenilles. L'Alternaria ne cause pas de dégâts directs à la plante mais en occultant la surface des feuilles, il peut réduire sa capacité de photosynthèse et peut donner un aspect peut satisfaisant à la plante.

### Chancre
Les chancres du rosier, dus à divers champignons ascomycètes (en particulier Leptosphaeria coniothyrium et Cryptosporella umbrina), se présentent initialement sous la forme de petits points jaunâtres ou rougeâtres augmentant progressivement de taille sur l’écorce. Le chancre dû à Leptosphaeria coniothyrium devient marron, augmente en taille et peut à la fin engainer la tige. Le tissu touché par l’infection commence à se dessécher et à se contracter, présentant un aspect flétri. Si la maladie infecte seulement une partie de la tige, la croissance au-dessus du chancre peut se poursuivre. Si elle engaine totalement la tige, la croissance est arrêtée et la tige est condamnée.

## Maladies virales

### Mosaïque du rosier
Cette maladie est provoquée par un complexe de virus et se caractérise par l’apparition de motifs jaunes sur les feuilles. Ces motifs varient considérablement, allant de toutes petites taches à des motifs en forme de lignes ondulées. Ils peuvent apparaître sur quelques feuilles, ou au contraire sur de nombreuses feuilles. Les plants sont infectées par ces virus lors de la propagation par l’emploi de matériel végétal infecté.

### Flétrissure du rosier
La flétrissure du rosier est due à un complexe de virus. La maladie peut se transmettre par des vecteurs tels que les pucerons. Les symptômes sont variables et vont de retards de croissance à l'enroulement des jeunes feuilles enroulées. les symptômes de tissus mous sont plus visibles au printemps et les nouvelles feuilles s'enroulent vers leur propre pétiole. Les feuilles infectées sont fragilisées et tombent facilement. les feuilles adultes se flétrissent comme si la plante était en manque d'eau.

### Rosette du rosier
La rosette du rosier est une maladie virale découverte en Amérique du Nord dans les années 1940. Elle est due à un virus à ARN simple brin, le Rose rosette virus, du genre Emaravirus transmis par un acarien de la famille des Eriophyidae, Phyllocoptes fructiphilus.

## Maladies bactériennes

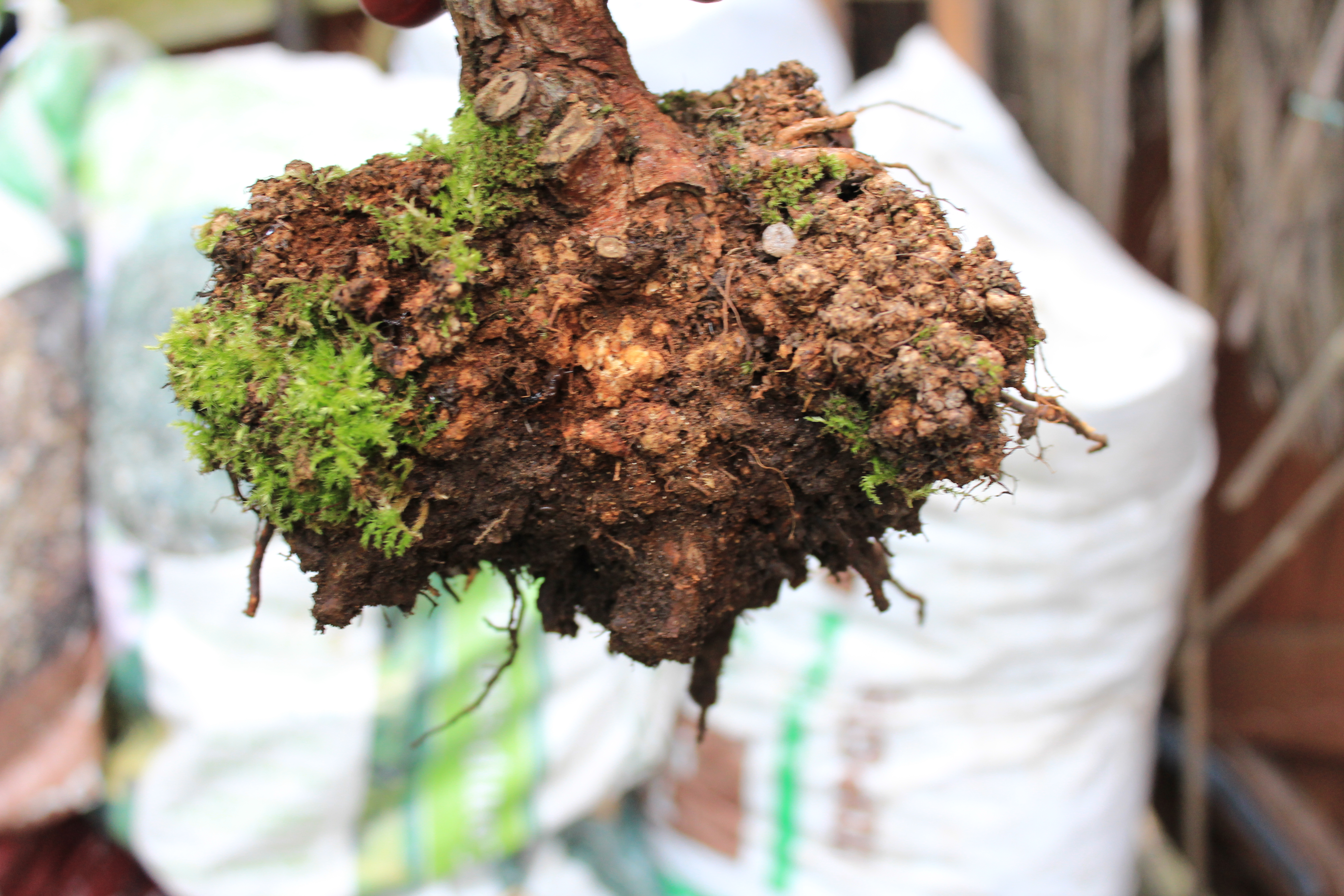
Galle du collet (Agrobacterium tumefaciens) sur rosier.

### Galle du collet
Classe Alpha Proteobacteria : famille des Rhizobiaceae, Agrobacterium tumefaciens.
La galle du collet, ou tumeur du collet, se caractérise par un large amas de tissus à la base des tiges de la plante ou sur les racines. Des galles peuvent apparaître plus haut sur les tiges au fur et à mesure de la progression de la maladie. Les galles sont plus molles que les tissus de la plante environnants. La bactérie pathogène pénètre dans la plante par une blessure. Si la maladie touche la plante alors qu'elle est encore jeune, celle-ci peut être affectée au point de ne pas atteindre le stade de la floraison. Toutes les plantes touchées se flétrissent rapidement et leur croissance est fortement affectée.

## Agressions environnementales

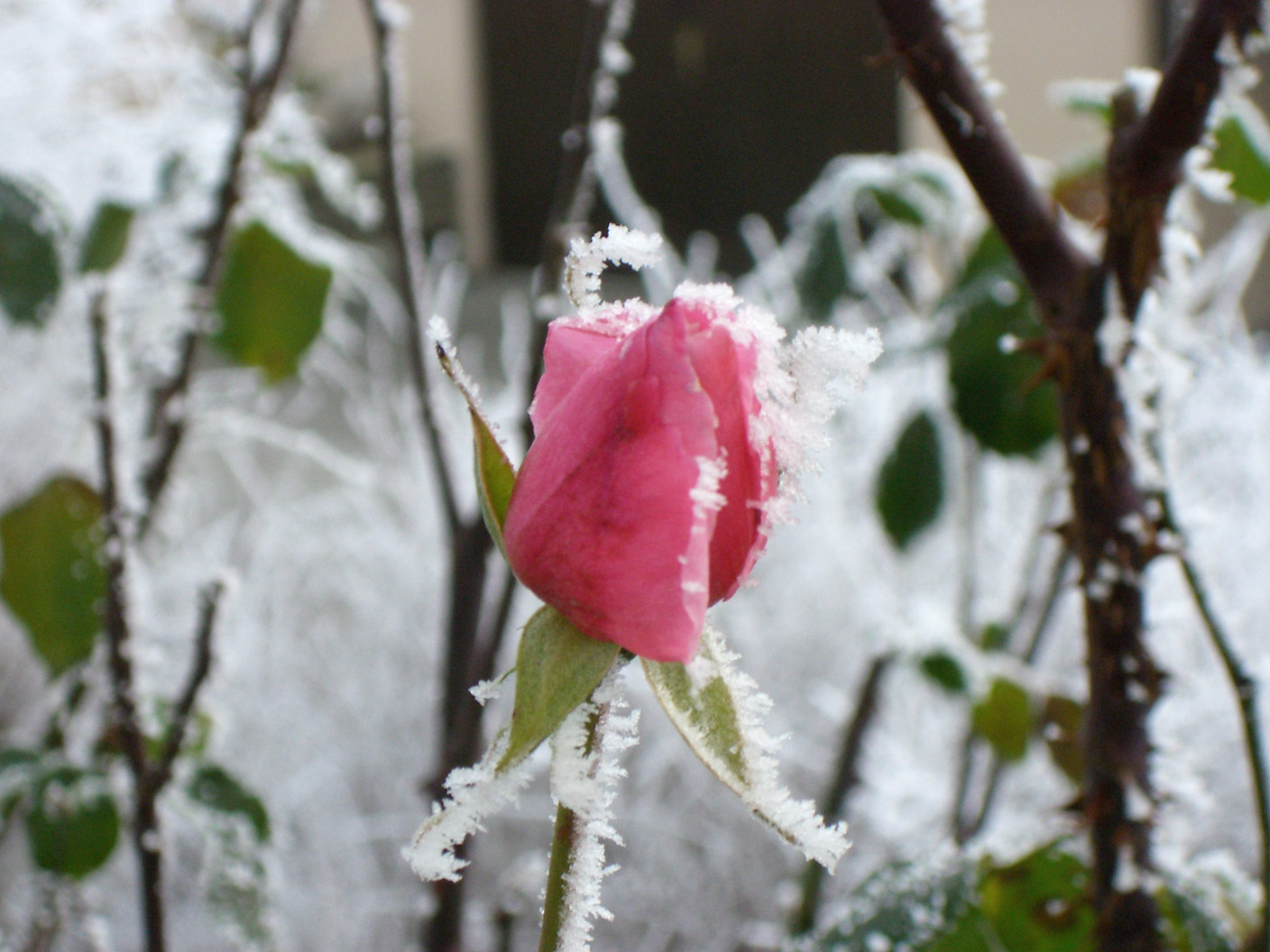
Gelée blanche sur Rosa sp.

Gel
Le gel peut détruire les pousses tendres provoquant le flétrissement, puis le noircissement des tiges et des feuilles, qui peuvent se détacher de la plante. Une taille préventive pour stimuler la croissance après une menace de gel est un moyen de limiter ou d'éviter les dégâts dus au gel.
Salinité
La présence de sel se traduit chez les rosiers par des feuilles défraîchies brun clair au bords desséchés. Il peut être nécessaire d'analyser le sol pour déterminer le niveau de salinité. Les symptômes apparaissent si le taux de salinité excède 1200 parties par million.
Dégâts dus aux herbicides
Une pulvérisation excessive ou un lessivage du sol par des pulvérisations d'herbicides peuvent provoquer différents symptômes : une exposition prolongée à des pulvérisations de glyphosate provoque le jaunissement des feuilles, tandis que les nouvelles feuilles sont plus petites et allongées. Les herbicides à base d'hormones (par exemple 24-D & 245-T) peuvent provoquer des malformations des nouvelles pousses avec des feuilles fines et entortillées et des bourgeons déformés. Dans les cas les plus graves, les plantes peuvent périr. Les herbicides pré-émergents entrant en contact avec le système racinaire de la plante par le sol provoquent le jaunissement du feuillage. Les effets des herbicides présents dans le sol peuvent subsister de nombreuses années.